# الانتخابات التشريعية الروسية 2021
أُجريت الانتخابات التشريعية في روسيا في الفترة الواقعة بين 17 - 19 سبتمبر 2021. كان ثمّة 450 مقعد مطروح للتصويت في مجلس الدوما الثامن، وهو مجلس النواب للجمعية الاتحادية الروسية. يدخل حزب روسيا الموحدة الانتخابات وهو الحزب الحاكم بعد فوزه في انتخابات عام 2016 بنسبة 54.2% من الأصوات وحصوله على 343 مقعدًا.
يوم الانتخاب هو الأحد الثالث من الشهر الذي تنتهي فيه الولاية الدستورية التي انتُخب فيها مجلس الدوما السابع. وتحسب الولاية الدستورية التي ينُتخب لأجلها مجلس الدوما اعتبارًا من تاريخ انتخابه. ويوم انتخاب مجلس الدوما هو يوم التصويت كنتيجة لانتخابه في التركيبة المصرّح بها. في حالة حلّ مجلس الدوما في وقت مبكر، يجب على الرئيس أن يدعو إلى إجراء انتخابات مبكرة. وينبغي أن يكون يوم الانتخابات في هذه الحالة هو آخر يوم أحد قبل اليوم الذي يكون قد انقضى فيه ثلاثة أشهر على تاريخ حل مجلس الدوما. في مارس 2020، اقتُرح إجراء انتخابات مبكرة في سبتمبر 2020 بسبب الإصلاحات الدستورية المقترحة، لكن تم التخلي عن الفكرة. بيد أنه بعد دخول التعديلات حيز النفاذ، استؤنف التفكير بشأن إجراء انتخابات مبكرة.
كانت نسبة المشاركة في الانتخابات 51.72%، وحصل فيها حزب «روسيا المتحدة» على 324 مقعداً، بينما حل «الحزب الشيوعي لروسيا الاتحادية» ثانياً بحصوله على 57 مقعداً، يليه حزب «روسيا العادلة» حاصلاً على 27 مقعداً، و«الحزب الديمقراطي الليبرالي» ب 21 مقعداً، وحزب الناس الجدد ب 13 مقعداً، بينما تحصل كل من حزب «رودينا» و «المنصة المدنية» و«القضية العادلة» على مقعد واحد لكلٍّ منهم، وذهبت خمس مقاعد لخمس سياسيين مستقلين.

## الخلفية

### إصلاح نظام المعاشات التقاعدية
بعد انتخابات عام 2016، كان حزب روسيا الموحد الحزب الأكثر شعبية، وتراوح تقييمه بين 40% إلى 55%، في حين كان تقييم أحزاب المعارضة الرئيسية (الأحزاب الشيوعية والليبرالية الديمقراطية) يتجاوز 10% بقليل. ولم يتجاوز تقييم حزب روسيا العادلة عتبة 5% المطلوبة لدخول مجلس الدوما.
في يونيو 2018، وبعد إعلان رئيس الوزراء ديمتري ميدفيديف إصلاحًا لرفع سن التقاعد، هبط تقييم حزب روسيا الموحدة الحاكم هبوطًا حادًا، ومنذ ذلك الحين بات يتأرجح حول 34% و31%. وفي الوقت عينه، ارتفع تقييم الحزب الشيوعي ليتراوح حاليًا بين 15% و18%. وارتفع تقييم حزب روسيا العادلة، ولكنه بقي صغيرًا نسبيًا ويتقلب عند 5% إلى 6%. ولقد ظل تقييم الحزب الديمقراطي الليبرالي ثابتًا عند نحو 11% إلى 13%. وتتراوح تقييمات كل الأحزاب غير البرلمانية مجتمعة بين 9% و11%، مع عدم معرفة الأرقام الدقيقة لكل حزب على حدة. حين تُوزّع نسبة الأشخاص الذين أجابوا بأنهم لن يصوتوا والذين ليسوا متأكدين بالتساوي بين الأحزاب، فإن حصة الناخبين لحزب روسيا الموحدة تتأرجح حول 41%، وحوالي 20% للحزب الشيوعي لروسيا الاتحادية، ونحو 15% للحزب الليبرالي الديمقراطي الروسي، ونحو 8% لحزب روسيا العادلة، والأحزاب الأخرى حول 14%.

### الإصلاح الدستوري والتكهنات بشأن الانتخابات المبكرة
في 15 يناير 2020، اقترح الرئيس فلاديمير بوتين، أثناء خطابه أمام الجمعية الاتحادية، إدخال عدد من التعديلات على الدستور. وتقترح بعض التعديلات إضعاف السلطة الرئاسية وتوسيع سلطات البرلمان. وعلى وجه الخصوص، من المفترض نقل سلطة تشكيل الحكومة إلى مجلس الدوما. وهذا يعني أنه في حال اعتُمدت التعديلات، فإن مجلس الوزراء المقبل سيشكله مجلس الدوما.
وبعد خطاب بوتين مباشرة، استقال رئيس الوزراء ديمتري ميدفيديف مع الحكومة بالكامل. وفي اليوم التالي، عُين ميخائيل ميشوستين رئيسًا جديدًا للوزراء. وبعد ذلك، كانت ثمّة مقترحات بشأن حل مجلس الدوما وإجراء انتخابات مبكرة بعد الإصلاح الدستوري. في الوقت الحاضر، لا يمكن حل مجلس الدوما إلا في حال رفضه رئيس الوزراء المُعين من قِبل رئيس الجمهورية ثلاث مرات على التوالي أو الموافقة على اقتراح بحجب الثقة عن الحكومة. ووفقًا لمصادر من الإدارة الرئاسية، يمكن تعديل الدستور للسماح بحل مجلس الدوما ذاتيًا. بعض علماء السياسة وأعضاء البرلمان لديهم آراء بشأن حل مجلس الدوما وإجراء انتخابات مبكرة.
في 10 مارس 2020، أثناء القراءة الثانية لمشروع القانون المتعلق بتعديلات الدستور، قدم النائب ألكسندر كاريلين تعديلًا بشأن إجراء انتخابات مبكرة. أتاح التعديل الفرصة لمجلس الدوما ليقرر حل نفسه بمجرد اعتماد التعديلات. في البداية، كان الاقتراح مدعومًا بأغلبية النواب، ولكن نظرًا لعدم وجود إجماع حول هذه القضية (وخاصة أن الحزب الشيوعي كان معارضَا لها) حثَّ الرئيس فلاديمير بوتين على عدم حل مجلس الدوما. في حال إقرار التعديل، كان سيتعين إجراء انتخابات مبكرة في 13 أو 20 سبتمبر 2020.
على الرغم من رفض تعديل الحل الذاتي، ظلت الإمكانية القانونية لإجراء الانتخابات المبكرة قائمة (في حال رفض مجلس الدوما رئيس الوزراء المعين من قِبل رئيس الجمهورية ثلاث مرات على التوالي أو التصويت مرتين حجب الثقة عن الحكومة). وفور بدء نفاذ التعديلات على الدستور، استؤنفت التكهنات بشأن احتمال إجراء انتخابات مبكرة. وعلى وجه الخصوص، سمح زعيم حزب روسيا العادلة، سيرغي ميرونوف، بإجراء انتخابات مبكرة مشيرًا إلى رغبة القيادة العليا في البلاد. وفقًا للمحللين، قد تُجرى انتخابات مبكرة في ديسمبر 2020 أو أوائل عام 2021.

### جائحة كوفيد-19
كنتيجة لجائحة كوفيد-19، يمكن تغيير صيغة الأحداث الانتخابية الفردية لأسباب تتعلق بالصحة. وعلى وجه الخصوص، صدر في عام 2020 قانون يسمح بالتصويت المبكر في مراكز الاقتراع قبل يومين من يوم التصويت الرسمي. بالإضافة إلى ذلك، يمكن تجهيز مراكز الاقتراع أمام المباني. غير أن هذا القرار ليس إلزاميًا ويمكن أن تتخذه لجنة الانتخابات المركزية في غضون عشرة أيام من تحديد موعد الانتخاب.

## النظام الانتخابي
بموجب قوانين الانتخابات الحالية، يُنتخب مجلس الدوما لولاية مدتها خمس سنوات، مع إجراء تصويت موازي. تُنتخب نصف المقاعد (225) بنظام التمثيل النسبي لقائمة الأحزاب مع عتبة انتخابية تبلغ 5%، بينما يُنتخب النصف الآخر في الدوائر الانتخابية ذات العضو الواحد بنظام الفوز للأكثر أصواتًا.
في الجزء الخاص بالتمثيل النسبي، لا يمكن ترشيح المرشحين إلا من جانب الأحزاب السياسية. ويجب أن تضم قوائم الأحزاب ما لا يقل عن 200 مرشح ولا يزيد عن 400 مرشح. وقد تتضمن القائمة أيضًا مرشحين ليسوا أعضاءً في الحزب لكن دون أن يتجاوز عددهم 50% من عدد المرشحين في القائمة. وينبغي تقسيم قائمة المرشحين الحزبية إلى جزء اتحادي وآخر إقليمي. يشمل الجزء الإقليمي مجموعات إقليمية من المرشحين تتناسب مع الكيان الاتحادي المجاور لها. ويجب أن يكون عدد المجموعات الإقليمية 35 مجموعة على الأقل. ولا يجوز إدراج أكثر من عشرة مرشحين في الجزء الاتحادي من قائمة المرشحين. وينبغي أن تشمل المجموعات الإقليمية من قائمة الأحزاب كامل أراضي روسيا.
في الجزء الخاص بنظام الأغلبية الانتخابي، يمكن ترشيح المرشحين من قبل الأحزاب السياسية أو حسب ترتيب الترشيح الذاتي. ويجب أن يقدم الحزب السياسي قائمة بالمرشحين إلى لجنة الانتخابات المركزية، ويجب أن تتضمن القائمة اسم وعدد الدوائر الانتخابية التي سيخوض فيها كل مرشح الانتخابات. ويتعين على المرشحين ذاتيًا –على النقيض من مرشحيّ الأحزاب السياسية– أن يقدموا طلبات إلى لجان الانتخابات في المقاطعات. وبغية التسجيل يتعين على المرشح ذاتيًا أن يجمع 3% على الأقل من توقيعات الناخبين المقيمين في الدائرة الانتخابية (أو ما لا يقل عن ثلاثة آلاف توقيع إذا كان عدد الناخبين في الدائرة أقل من مئة ألف ناخب).
يمكن تسمية المرشح نفسه في قائمة الحزب وفي الدائرة الانتخابية ذات العضو الواحد على حد سواء، ولكن في حالة وصوله إلى مجلس الدوما وقائمة الأحزاب والدائرة الانتخابية ذات العضو الواحد، سيتحتم عليه التخلي عن أحد المقعدين. (عادة ما يُرفض المقعد الوارد في قائمة الحزب، حيث أن الحزب في هذه الحالة لا يفقد هذا المقعد ويمنحه لمرشح آخر ببساطة).

## النتائج
| الحزب                                               | الحزب                                           | جمهور المصوتين     | جمهور المصوتين     | جمهور المصوتين     | جمهور المصوتين     | جمهور الناخبين | جمهور الناخبين | جمهور الناخبين | النتيجة النهائية | النتيجة النهائية |
| الحزب                                               | الحزب                                           | عدد الأصوات        | %                  | ± النسبة المئويّة   | عدد المقاعد        | عدد الأصوات    | %              | عدد المقاعد    | عدد المقاعد      | +/–              |
| --------------------------------------------------- | ----------------------------------------------- | ------------------ | ------------------ | ------------------ | ------------------ | -------------- | -------------- | -------------- | ---------------- | ---------------- |
|                                                     | روسيا الموحدة                                   | 28,064,258         | 49.82              | ▼4.38              | 126                | 25,201,048     | 45.86          | 198            | 324              | –19              |
|                                                     | الحزب الشيوعي                                   | 10,660,599         | 18.93              | ▲5.59              | 48                 | 8,984,506      | 16.35          | 9              | 57               | +15              |
|                                                     | الحزب الليبرالي الديمقراطي                      | 4,252,096          | 7.55               | ▼5.59              | 19                 | 3,234,113      | 5.89           | 2              | 21               | –18              |
|                                                     | روسيا العادلة                                   | 4,201,715          | 7.46               | ▲1.24              | 19                 | 4,882,518      | 8.78           | 8              | 27               | +4               |
|                                                     | أناس جدد                                        | 2,997,676          | 5.32               | جديد               | 13                 | 2,684,082      | 4.88           | 0              | 13               | جديد             |
|                                                     | حزب المتقاعدين الروسي من أجل العدالة الاجتماعية | 1,381,890          | 2.45               | ▲0.73              | 0                  | 1,969,986      | 3.58           | 0              | 0                | 0±               |
|                                                     | يابلكا                                          | 753,280            | 1.34               | ▼0.65              | 0                  | 1,091,837      | 1.99           | 0              | 0                | 0±               |
|                                                     | شيوعيو روسيا                                    | 715,685            | 1.27               | ▼1.00              | 0                  | 1,639,774      | 2.98           | 0              | 0                | 0±               |
|                                                     | الحزب البيئي الروسي "الخضر"                     | 512,420            | 0.91               | ▲0.15              | 0                  | 541,289        | 0.98           | 0              | 0                | 0±               |
|                                                     | رودينا                                          | 450,437            | 0.80               | ▼0.71              | 0                  | 829,303        | 1.51           | 1              | 1                | 0±               |
|                                                     | حزب الحرية والعدالة الروسي                      | 431,559            | 0.77               | جديد               | 0                  | 372,867        | 0.68           | 0              | 0                | جديد             |
|                                                     | البديل الأخضر                                   | 357,855            | 0.64               | جديد               | 0                  | 120,137        | 0.22           | 0              | 0                | جديد             |
|                                                     | القضية العادلة                                  | 291,483            | 0.52               | ▼0.77              | 0                  | 515,020        | 0.94           | 1              | 1                | +1               |
|                                                     | المنصة المدنية                                  | 86,964             | 0.15               | ▼0.07              | 0                  | 386,663        | 0.70           | 1              | 1                | 0±               |
|                                                     | مستقل                                           | لا حزب سياسي مستقل | لا حزب سياسي مستقل | لا حزب سياسي مستقل | لا حزب سياسي مستقل | 646,950        | 1.18           | 5              | 5                | +4               |
| أصوات ملغيّة                                         | أصوات ملغيّة                                     | 1,173,291          |                    |                    | –                  | 1,913,578      | 3.48           | –              | –                | –                |
| المجموع                                             | المجموع                                         |                    | 100                | –                  | 225                |                | 100            | 225            | 450              | 0                |
| عدد المصوتين المسجّلين                               | عدد المصوتين المسجّلين                           | 109,204,662        |                    |                    | –                  | 108,231,085    |                | –              | –                | –                |
| المصدر: لجنة الانتخابات المركزية (الولايات الفردية) |                                                 |                    |                    |                    |                    |                |                |                |                  |                  |